# Karl Friedrich von Süßmilch genannt Hörnig
Karl Friedrich von Süßmilch genannt Hörnig (* 2. April 1788 in Kraußnitz; † 16. Dezember 1864 in Niederlößnitz) war ein sächsischer Generalmajor.

## Leben
Süßmilch stammt aus einer adligen Familie, deren Diplom zur Erhebung in den Reichsadelsstand aus dem Jahr 1776 stammt, die Erhebung in den polnischen Adel erfolgte 1775. Der Beiname stammt von der 1760 erloschenen schlesischen Reichsadelsfamilie von Hörnig.
Er wurde Offizier der Sächsischen Armee. 1807 machte Süßmilch während des Vierten Koalitionskrieges als Kommandeur eines Grenadierbataillons die Belagerung von Danzig mit und wurde für seine Leistungen am 3. Juli 1807 mit dem Ritterkreuz des Militär-St.-Heinrichs-Ordens beliehen.
Während Napoléons Russlandfeldzug 1812 wurde er gefangen genommen und erst eineinhalb Jahre später aus sibirischer Gefangenschaft ausgetauscht.
Im Jahr 1816 wurde Süßmilch Befehlshaber der französischen Festung Lille, 1832 Militärbefehlshaber im sächsischen Wurzen und 1836 von Bautzen. Seine Beförderung zum Generalmajor erfolgte im Jahr 1845, zusammen mit dem Militärbefehl über die sächsische Residenzstadt Dresden.
Er schied 1847 oder 1851 aus dem Militärdienst aus und starb im Alter von 77 Jahren.
Süßmilch wohnte Mitte des 19. Jahrhunderts in Kötzschenbroda auf der heutigen Heinrich-Zille-Straße 61 in einem „Landhaus spätbiedermeierlichen Charakters“ mit Weinberggrundstück.
Ein Neffe des Generals ist der Oberst und Nestor der sächsischen Kartografie, Moritz von Süßmilch genannt Hörnig.